# Passport to Pimlico
Passaport a Pimlico és una pel·lícula britànica feta per Ealing Studios el 1949 i protagonitzada per Stanley Holloway, Margaret Rutherford i Hermione Baddeley. dirigida per Henry Cornelius i escrita per TEB Clarke. La comèdia tracta de la troballa d'uns tresors i uns documents que porten al petit barri de Pimlico a ser declarat part legal del Ducat de Borgonya i, per tant, exempt del racionament de postguerra i altres restriccions burocràtiques actives a Gran Bretanya en aquells moments.
Passaport a Pimlico explora l'esperit i unitat de Londres en temps de guerra en un context de guerra i ofereix un examen del caràcter anglès. Com una comèdia més, la pel·lícula enfronta un grup petit de britànics contra una sèrie de canvis a l'statu quo d'un agent extern. La història original va ser escrita pel guionista TEB Clarke. inspirat en un incident ocorregut durant la Segona Guerra mundial, quan el Maternity Ward de l'Hospital d'Ottawa va ser temporalment declarat extraterritorial pel govern canadenc, de manera que quan la Princesa Juliana d'Holanda hi va donar a llum, la criatura va néixer en territori holandès, i així no va perdre el seu dret al tron.

## Argument
La pel·lícula comença amb les paraules "Dedicada a la memòria de..", amb una imatge dels cupons de racionament de la posguerra.
Poc després del final de la Segona Guerra Mundial als Miramont Gardens, de Pimlico, un barri del centre de Londres, hi explota una bomba llançada durant la guerra per la força aèria alemanya. L'explosió revela un celler soterrat que conté obres d'art, monedes, joies i un antic manuscrit. El document és autenticat per l'historiador Hatton-Jones com una carta reial d'Eduard IV que va cedir una casa i les seves propietats a Carles VII, l'últim duc de Borgonya, quan s'hi va refugiar després de ser donat per mort a la batalla de Nancy el 1477.
Després de l'arribada d'un home (Wix) que afirma ser el duc de Borgonya, reclamant els seus drets al territori, al no haver estat revocada la carta, es declara que la zona de Pimlico segueix sent una part legal de Borgonya, i els habitants proclamen la seva independència del Regne Unit, convertint-se així en una micronació. Per tal de recuperar el control de la situació i treure's aquesta "espina" al mateix cor de la capital, el govern britànic interromp la prestació de tots els serveis dirigits al barri i institueix un control fronterer....
Amb la ruptura de les relacions amb el govern britànic, els "borgonyons" s'aïllen i organitzen una resistència; els residents són convidats a "emigrar" a Anglaterra, però pocs se'n van. L'aigua, l'electricitat i els lliuraments d'aliments són tallats pels britànics a la frontera. Una nit, els borgonyons connecten d'amagat una mànega a una canonada d'aigua britànica propera fins a omplir d'aigua el cràter de la bomba, resolent part del problema, però això inunda el magatzem d'aliments. Incapaços de superar aquest nou problema, els borgonyons es preparen per renunciar. Els londinencs simpatitzants comencen a llançar paquets d'aliments a través de la barrera, i aviat altres s'uneixen; els borgonyons davant aquesta àmplia oferta, i decideixen quedar-se. Un helicòpter bomba llet a través d'una mànega i alguns porcs són llançats en paracaigudes sobre la zona.
Mentrestant, el govern britànic està sotmès a una pressió pública per resoldre el problema. La solució aplicada pels diplomàtics britànics intentant derrotar els borgonyons a través de la inanició, és alhora difícil i impopular entre el poble britànic, per la qual cosa passen a negociar. El punt d'enteniment resulta ser el tresor desenterrat. Wix, ara convertit en Canceller borgonyó del Tresor, suggereix un préstec del tresor borgonyó a Gran Bretanya. Amb l'última peça del bloqueig eliminada, Borgoña torna a unir-se a la Gran Bretanya, aconseguint el retorn del racionament d'aliments i roba a la zona. En la celebració del final del conflicte, el banquet de germanor a l'aire lliure és interromput per una forta pluja, acabant la història amb aigua...

## Repartiment

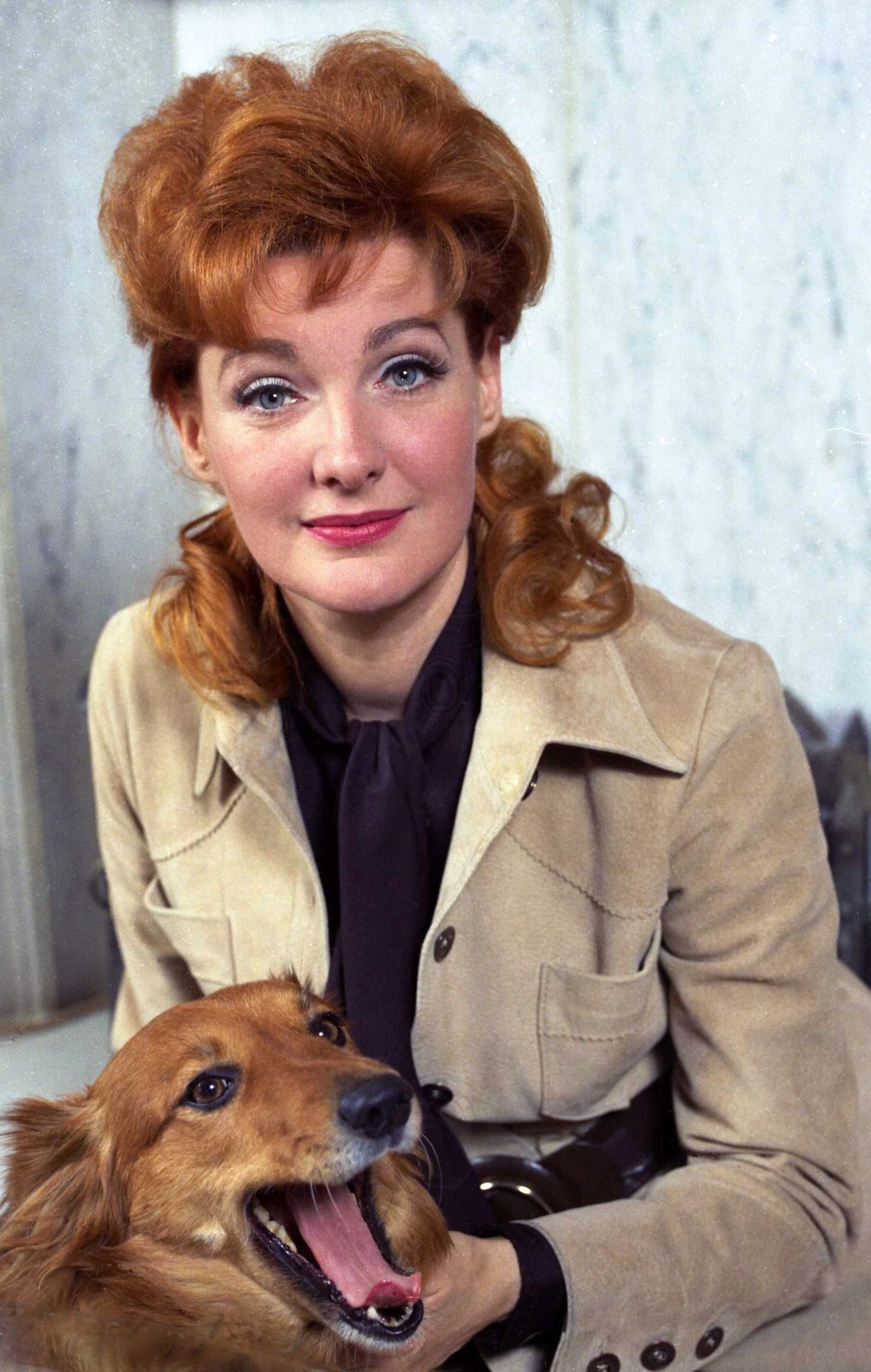
Barbara Murray, (Shirley Pemberton), el 1973

- Stanley Holloway com Arthur Pemberton
- Betty Warren com Connie Pemberton
- Barbara Murray com Shirley Pemberton
- Paul Dupuis com Sébastien de Charolais, Duc de Burgundy
- John Slater com Frank Huggins
- Jane Hylton com Molly Reed
- Raymond Huntley com a Senyor Wix
- Philip Stainton com PC Spiller
- Roy Carr com Benny Spiller
- Sydney Tafler com Fred Cowan
- Nancy Gabrielle com Senyora Cowan
- Malcolm Knight com Monty Cowan
- Hermione Baddeley com Edie Randall
- Roy Gladdish com Charlie Randall
- Frederick Piper com Jim Garland
- Charles Hawtrey com Bert Fitch
- Margaret Rutherford com Professora Hatton-Jones
- Naunton Wayne com Straker
- Basil Radford com Gregg
- Paul Demel com europeu Central

## Producció

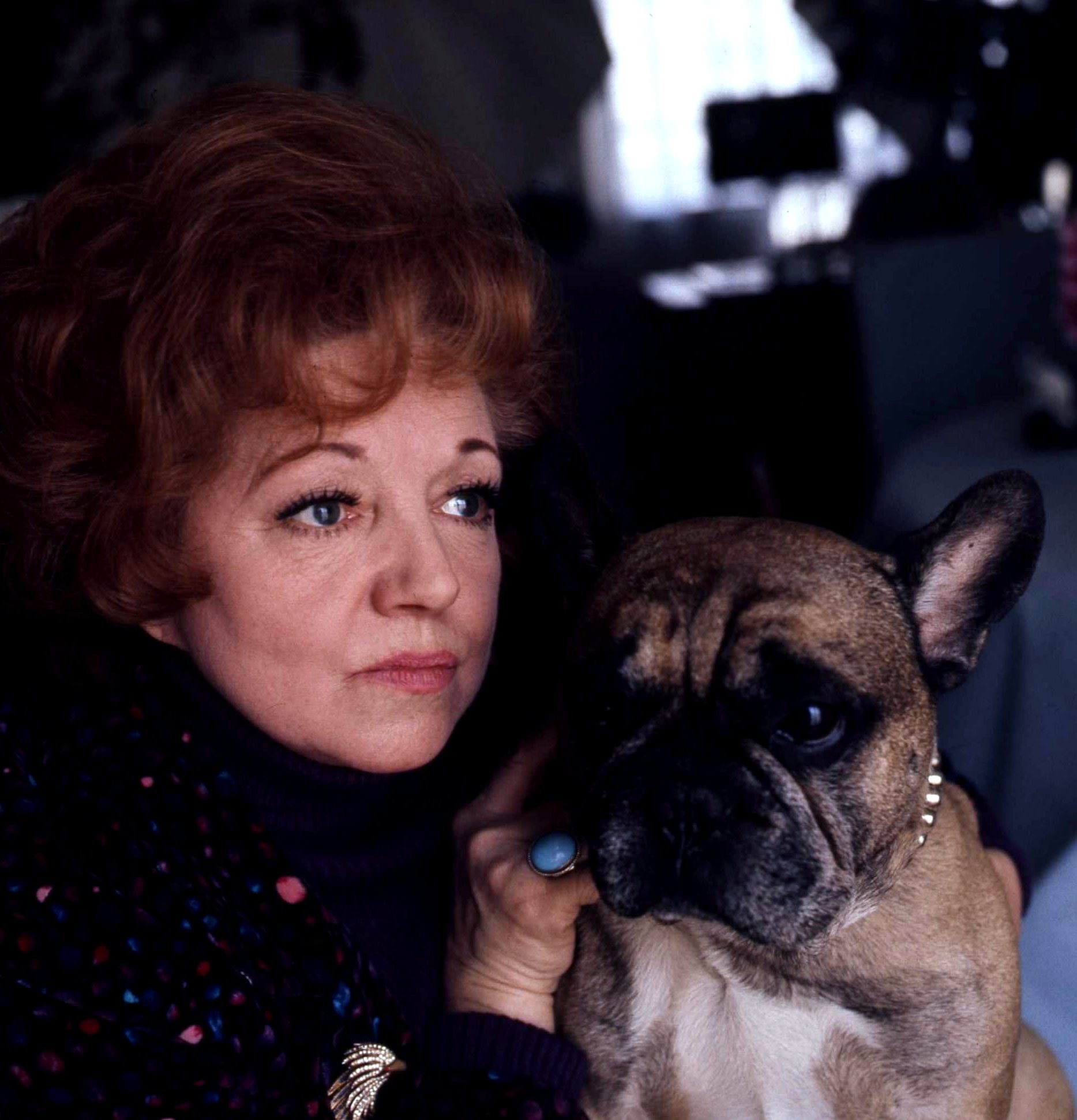
Hermione Baddeley, (Edie Randall), el 1978

El passaport a Pimlico va ser produït per Michael Balcon, el cap dels Ealing Studios; va nomenar a Henry Cornelius com a director. La pel·lícula va ser una de les tres comèdies que es van produir simultàniament, al costat de Whisky Galore! i  Kind Hearts and Coronets ; Les tres van ser llançades al públic conjuntament als cinemes del Regne Unit al llarg de dos mesos. Brian McFarlane, escrivint per al Oxford Dictionary of National Biography, declara que encara que l'objectiu no era llançar les tres pel·lícules juntes, el fet va establir la marca "comèdia Ealing". 

## Adaptacions
El 1952, una adaptació per ràdio, escrita per Charles Hatton, es va transmetre a un Programa de la BBC. Charles Leno va fer de Pemberton, en un repartiment que va incloure Christopher Lee, Gladys Henson i Kenneth Williams.